# Jim Morris (giocatore di baseball)
James Samuel Morris Jr., noto come Jim Morris (Brownwood, 19 gennaio 1964) è un ex giocatore di baseball statunitense famoso per la sua breve carriera di giocatore professionista iniziata alla matura età di 35 anni.
Dalla sua peculiare storia sportiva è stato tratto il film Un sogno, una vittoria (The Rookie, 2002), diretto da John Lee Hancock e interpretato da Dennis Quaid nella parte del protagonista.

## Carriera
Jim iniziò a giocare nella lega minore di baseball nel 1984, ma quattro anni dopo dovette ritirarsi a causa di alcuni infortuni al braccio. La sua carriera nello sport continuò come allenatore di baseball nel Texas occidentale, attività che divideva con quella di insegnante di scienze. Undici anni dopo il suo ritiro, Jim stava arringando la sua squadra sottolineando l'importanza del duro lavoro per perseguire i propri sogni; i suoi giocatori lo sfidarono a realizzare il suo di sogno, ossia di giocare nella lega maggiore di baseball.
Jim promise ai suoi giocatori che avrebbe tentato un provino con una squadra maggiore a patto che loro avessero vinto il campionato locale. La squadra vinse il torneo e quindi Jim dovette mantenere la sua promessa; a trentacinque anni superò le selezioni e fu scelto dalla squadra dei Tampa Bay Devil Rays con i quali giocò dal 1999 al 2000. Nel 2001 Jim Morris firmò un contratto con i Los Angeles Dodgers e si ritirò quindi definitivamente dal baseball nello stesso anno.